# Донбассантрацит
Донбассантрацит — угледобывающее предприятие в городе Красный Луч в Луганская область Украина

## История
В советское время угольная промышленность являлась основой экономики города.
После провозглашения независимости Украины производственное объединение по добыче антрацита «Донбассантрацит» перешло в ведение министерства угольной промышленности Украины.
В марте 1995 года Верховная Рада Украины внесла ПО «Донбассантрацит» в перечень предприятий и организаций, приватизация которых запрещена в связи с их общегосударственным значением. В дальнейшем, оно было преобразовано в открытое акционерное общество.
В 1996 году согласно программе закрытия неперспективных шахт были закрыты три шахты: «Запорожская», «Елизаветинская» и «№ 4 Миусинская».
В августе 1997 года «Донбассантрацит» был включён в перечень предприятий, имеющих стратегическое значение для экономики и безопасности Украины.
Добыча угля в 2001 году составила 1 343,745 тысяч тонн.
С весны 2014 года — в составе Луганской Народной Республики.

## Структура
В объединение входят 7 шахт (имени газеты «Известия», «Княгининская», «Краснокутская», «Краснолучская», «Миусинская», «Новопавловская», «Хрустальская»), а также: автобаза, ремонтно-механический завод, РСУ, узел производственно-технической связи, информационно-вычислительный центр, предприятие по реализации и поставке продукции, управление по гашению, профилактике терриконов и рекультивации земель, управление по монтажу, демонтажу и ремонту горношахтного оборудования, управление технического контроля качества угля и стандартов, энергоуправление.

## Руководство
- 1945—1946 — Моисеев Ф.
- 1961—1964 — Пономаренко, Николай Фёдорович
- 1964—1980 — Манжула, Анатолий Александрович
- 1980—1986 — Титаренко, Фёдор Иванович